# Aral (Sinkiang)
Aral (en chino, 阿拉尔市; pinyin, Ālā'ěr shì) es una ciudad-subprefectura situada en la región autónoma de Sinkiang, al noroeste de la República Popular China. Se sitúa en el límite del desierto de Taklamakán, a orillas del río Tarim. Su superficie es de 3920 km² y su población es de unos 200.000 habitantes.
El mes más frío es de alcanza los -7 °C y el mes más caliente los 25 °C, siendo la temperatura media de unos 11 °C (cifras de 1990).
Su economía se basa fundamentalmente en el cultivo del algodón, siendo una de las más grandes de toda China.
- Datos: Q625554
- Multimedia: Aral, Xinjiang / Q625554

1. ↑  «郵遞區號查詢 - 郵編庫» [Consulta de código postal]. tw.youbianku.com (en chino). 2005. Consultado el 25 de enero de 2018.